# Sensore di Clark
Il sensore di Clark è un dispositivo elettrochimico che permette di misurare per via amperometrica la concentrazione di ossigeno disciolto nelle acque o in fluidi biologici. Ideato da Leland Clark, venne brevettato nel 1956. Nella pratica comune viene spesso erroneamente indicato come elettrodo di Clark.

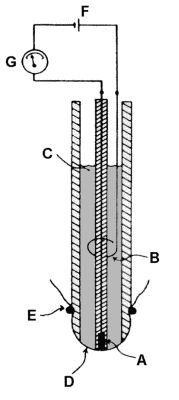
Schema di un sensore di Clark:
A. elettrodo di Pt;
B. elettrodo di Ag/AgCl;
C. soluzione di KCl;
D. membrana gas-permeabile;
E. anello di gomma;
F. potenziostato;
G. galvanometro.

## Struttura
È formato internamente da due elettrodi: un catodo di platino ed un anodo di Ag/AgCl. Il catodo è posto in un cilindro isolante su cui è avvolto l'anodo, il tutto è contenuto in un altro cilindro che contiene una soluzione di cloruro di potassio. In fondo il sensore è chiuso da una membrana di un polimero permeabile ai gas (solitamente PE o PTFE). 
Tra i due elettrodi è imposta una ddp di 600 ÷ 800 mV. Si tratta del capostipite dei sensori a membrana gas-permeabile.

## Funzionamento
Quando è immerso nell'analita l'O2 diffonde attraverso la membrana e giunto al catodo viene ridotto, le reazioni sono:
- catodo
O2 + 4e− + 4H+ → 2H2O
- anodo
4Ag + 4Cl− → 4AgCl + 4e−
- reazione globale
O2 + 4H+ + 4Ag + 4Cl− → 2H2O + 4AgCl

La misura della corrente prodotta dalla reazione di ossidoriduzione è direttamente proporzionale alla pressione parziale di ossigeno che diffonde attraverso la membrana. L'elettrodo viene tarato con soluzioni a concentrazione nota di ossigeno disciolto.

## Utilizzi
Viene molto utilizzato in campo ambientale per analiti composti da acque superficiali, spesso inclusi in sonde multiparametriche insieme ad altri sensori.
Inizialmente venne però ideato per la misura di ossigeno disciolto nel sangue e viene utilizzato, per esempio, inserendolo nell'arteria ombelicale dei neonati; per questa applicazione è stata ideata una speciale membrana composta da un polimero che rilascia monossido di azoto per evitare che il sangue coaguli sull'elettrodo. La miniaturizzazione spinta all'estremo ha permesso di inserire sensori di tipo Clark all'interno di singole cellule.